# 塞羅戈多 (北卡羅萊納州)
塞羅戈多（英語：Cerro Gordo）是一個位於美國北卡羅萊納州哥倫布縣的城鎮。

## 人口
根據2020年美國人口普查的數據，塞羅戈多的面積為2.05平方千米，皆為陸地。當地共有人口131人，而人口密度為每平方千米64人。